# Policresulen
Policresulen là thuốc cầm máu và sát trùng tại chỗ. Nó được chỉ định cho các rối loạn hậu môn phổ biến, chẳng hạn như bệnh trĩ và nhiễm trùng phụ khoa. Ở một số quốc gia, nó được bán dưới tên thương mại Albothyl hoặc Polilen (Đài Loan) hoặc Faktu (kết hợp với Cinchocaine).

## Sử dụng trong y tế
Policresulen thường được sử dụng cho nhiễm trùng phụ khoa. Nó cũng được sử dụng để điều trị đau bụng ở một số nước.